# Calle del Cronista Lecea
La calle del Cronista Lecea es una vía pública de la ciudad española de Segovia.

## Descripción
La vía aglutina en la actualidad lo que en el pasado fueron dos, la «calle de la Nevería» y la «calle del Malcocinado», la primera de título gremial y la segunda deudora de una anécdota que narra la tradición. Estas dos, junto con la de la Cabritería y la de la Herrería, formaban el conjunto conocido popularmente como «las Cuatro Calles». Aparece descrita por partida doble en Las calles de Segovia (1918) de Mariano Sáez y Romero; en el primer epígrafe, relativo a la del Malcocinado, se ofrecen las siguientes pinceladas:

Malcocinado.—Es una de las Cuatro calles, y es la que va desde la Plaza Mayor a la calle de la Cabritería. En el tiempo de gestación y elaboración de estos apuntes ha sufrido esta calle completa transformación, pues se ha ensanchado a su entrada por la Plaza, por la edificación de las casas Teatro de Juan Bravo, y se tiende a seguir la urbanización de la calle. Sin embargo, no desaparecerá tan pronto el aspecto característico de esta barriada. Ya hemos referido lo pobladas que están estas calles de tiendas de artículos de inmediato consumo, tabernas, figones donde los labriegos de los pueblos inmediatos, que vienen al mercado de los jueves, y a sus asuntos municipales y administrativos en las oficinas públicas, se detienen en dichos establecimientos de comidas, a que les sirvan un cuarto de asado o algún otro guiso de los que expenden los figones, o sólo a comerse la merienda que en las alforjas traen ya dispuesta desde su casa. Parece ser que, hace ya algún tiempo, uno de estos aldeanos, después de haber saboreado el almuerzo que le dieron en una de estas pastelerías, y fuera que efectivamente estuviese mal preparada la comida, o la creyese cara, o que sus facultades no estuviesen muy firmes por efecto de las libaciones que hiciera, es el caso, que salió dando grandes voces que llamaban la atención de los vecinos, y transeuntes, y decía: «Bien comido, pero mal cocinado, mal cocinado»; y esto, dicho repetidamente, fué luego comentado por la gente alegre y chispeante de la calle, que no falta; y sobre todo, cuando el labriego que ya conocían, pasaba por la calle, salían los tenderos a ella y le voceaban festivamente: ¡Malcocinado!, y de aquí y a falta de otro origen, tomó esta travesía, de tanta concurrencia, el nombre que actualmente lleva.
(Sáez y Romero, 1918, pp. 109-110)

Más adelante, se habla también de la de la Nevería, en los términos que siguen:

Nevería.—Esta vía parte desde la plazuela de la Rubia y termina en la calle de la Herrería, y como ya hemos dicho, es una de las que forman las Cuatro Calles y por lo tanto con el aspecto y tiendas que las caracterizan. Hay dos versiones sobre el nombre de esta calle: una, es que a causa de mucho y frío y sobre todo aire que corre por ella, se dió en decir que era una nevera, y después por corrupción, se llamó Nevería. Otra es, por una tienda en que se vendía hielo de los pozos de nieve, de los que había algunos en Segovia. Nos parece mucho más aceptable esta última interpretación acerca del nombre de Nevería que lleva la calle.
(Sáez y Romero, 1918, p. 119)

En Guía y plano de Segovia (1906), obra de Félix Gila y Fidalgo, se menciona lo siguiente:

De la Plaza Mayor, en el ángulo formado por la iglesia de San Miguel y una arquería en espectación de destino, sale una calle estrecha, de casas pequeñas, portales dedicados á la venta de carnes, pescados y frutas, la del Malcocinado, que forma una encrucijada con las de la Nevería, Cabritería y Herrería, sitio que se llama vulgarmente las Cuatro calles.
(Gila y Fidalgo, 1906, p. 214)

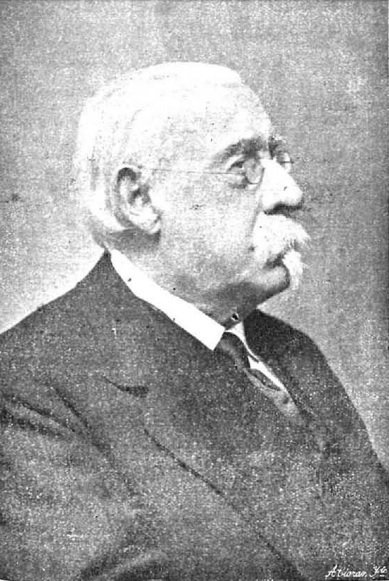
Carlos de Lecea García (1835-1926) da nombre a la calle

Con el título actual, honra a Carlos de Lecea García (1835-1926), abogado, historiador y publicista natural de la ciudad; declarado cronista oficial, además de académico correspondiente de la de la Historia, firmó obras como Apuntes para la historia jurídica de Segovia, Monografías segovianas y Miscelánea biográfico-literaria y variedades segovianas. La vía conecta la plaza Mayor con la de la Rubia, y cruza por medio de la confluencia de la calle de la Cabritería con la de la Herrería.